# Andreas Weiser
Andreas Weiser (* 1957 in Bergisch Gladbach) ist ein deutscher Journalist, Autor, Musiker und Komponist.

## Leben und Wirken
Weiser studierte Geschichte und Germanistik an der Technischen Universität Berlin und arbeitet nach dem 1. Staatsexamen seitdem als freier Mitarbeiter und Autor für Fernsehen, Radio (Dokfilm-Feature und Hörspielautor) Tageszeitungen (taz, Tagesspiegel) und Magazine (GEO, Perlentaucher), und schrieb am Anfang seiner journalistischen Karriere beim sfbeat und 45  Fieber (SFB) Beiträge zu jugendpolitischen Themen. Auf zahlreichen mehrmonatigen Reisen nach Brasilien ab 1986 sammelte er Material für Radio-Features, Dokfilme und Musikspecials und einem Hörbuch zu brasilianischen Themen. Daneben komponierte er Musik zu Hörspielen, Schauspiel- und Filmmusiken (u. a. zu mehreren Folgen von Tatort), trat weltweit bei Konzerten und Tourneen auf und nahm mehr als 30 CDs mit eigenen Bands, als Gast- oder Studiomusiker auf.
Für das Radiofeature Wo die Nacht den Tag erstickt. Überleben in Rio de Janeiro (WDR/NDR) wurde Weiser mit dem Journalistenpreis Entwicklungspolitik des BMZ ausgezeichnet. Wie gut muss im Mond wohnen sein. Alexander von Humboldts Reise an den Rio Negro wurde im Februar 2004 Hörspiel des Monats. Das Radiofeature Heimat. Über die Schwierigkeiten ein neuer Deutscher zu sein wurde 2014 für den Europäischen CIVIS-Radiopreis Lange Programme nominiert. Ausgezeichnet von der brasilianischen Embratur im Rahmen des ITB Buchawards 2014 für das Hörbuch Brasilien Hören (Silberfuchsverlag). An Frauke Angels Hörspiel Wir nannten ihn Tüte, das 2020 den Kinderhörspielpreis des MDR erhielt, war er als Komponist beteiligt.
Für das Hörspiel Briefe aus der Hölle (Hessischer Rundfunk)  erhielt er den Robert-Geisendörfer-Preis 2022 in der Kategorie Hörfunk. Briefe aus der Hölle (Doppel-CD hrsg. von Der Audio Verlag (DAV)) war 2023 auf der Shortlist des „Deutschen Hörbuchpreises“.

## Werke
Hörspiele, Hörbucher, Features
- Briefe aus der Hölle, Konzeption, Regie, Soundkonzept, (HR, ISBN 978-3-7424-2306-1 / DAV, 2022)
- Mario Bartz: Reiselust, Hörbuch, Produktion, Musik, Soundkonzept und Regie, 2020
- Voices of god, 2020 *Wer nicht zahlt der trinkt nicht. Warum in Brasilien das Wasser knapp wird, 2016
- Heimat. Über die Schwierigkeiten ein ´neuer´ Deutscher zu sein, 2013
- Brasilien hören, 2013
- O tom do Brasil, 2011
- SEARCH, Eine lange Nacht über die Suche des Menschen nach sich selbst, 2009
- Von Menschen- und Seelenfressern. Kannibalische Neuigkeiten aus der alten und der Neuen Welt, 2009
- Zwischen den Welten (mit Dietmar Hippler), 2009
- Vom Versuch die Götter milde zu stimmen (mit Michael Rodach), 2008
- Im Rhythmus Kalis, 2008
- Wildnis, eine Meditation über Sehnsüchte und Ängste, 2007
- Die Suche (Teil 1–3), 2006
- Kitsch as Kitsch can (mit Julian Kamphausen und Hans Jörn Brandenburg), 2005
- Der Traumverwalter, 2005
- Faceless voices (mit Michael Rodach), 2003
- Wie gut muß im Mond wohnen sein, 2003
- Der Knoten, 2002
- Sex Cells, 2002
- Die Welt ist wofür ich sie halte, 2001
- Schreibt auf unsere Haut (Musik and Co-Regie mit Paul Plamper), 1999
- Der Guildo Faktor, Zeitgeist am Ende des Jahrtausends, 1999
- Neuss attacks, 1998
- Have a nice time, 1997
- Der 3. Okt., 1995
- Fische versenken, 1995
- Hinter dem Rücken Jesu Christi, 1995
- Imagens do Brasil. Bilder einer Brasilienreise, 1993
- Wo die Nacht den Tag verbrennt. Überleben in Rio de Janeiro, 1992

Filme
- Titel Thesen Temperamente Beitrag "Macarrão" zur Präsidentschaftswahl in Brasilien Sept 2022

- Das Jahr der Stille, Regie der Episode über Rio de Janeiro, 2020
- Regennasse Stadt, 2017
- Visitors between times, 2012
- Die Insel der Vergessenen (mit Thomas Keller), 2001
- Cantagalo. Der Hügel zum singenden Hahn (mit Thomas Keller), 1994
- Computerfieber (mit Thomas Schadt, 1984 (NDR))

CDs
- Nina Ernst: Dunkles Licht, GLM Music, 2024
- Conexão Berlin: Vagabundo, Eden River Records, 2024[2]
- Andreas Weiser Pavel Polian, Briefe aus der Hölle, DAV 2022, ISBN 978-3-7424-2306-1
- Nina Ernst: A Diva´s Mind, 2019
- Conexão Berlin: Produto Importado, 2017
- Andreas Weiser, Brasilien Hören, Audiobook, Silberfuchs Verlag, 2014
- Tanmoy Bose, Andreas Weiser: Drumdreamz, 2014
- Rodach/Schlothauer/Weiser: Fuzzylogic, 2013
- The Taal Tantra Experience: The sixth sense, 2010
- Andreas Weiser: Close Distance, 2008 (mit Martin Klingeberg, Caroline Siegers, Sahrin Rezai, Dabsmi, Joachim Litty, Jürgen Kupke, Ravichandra Kulur, Kai Brückner, Detlev Beier, Thomy Jordi)
- Jorge Degas, Andreas Weiser: Heimat von fern so nah, 2006
- Shank: Do, 2004
- Taal Tantra: Taal Tantra, 2004
- Andreas Weiser: Daily Stories, 2001
- Shank: Soundtrack, 2001
- Tayfun: Dreams and Dances of a Silent Butterfly, 2001
- Wolfgang Neuss/Andreas Weiser: Neuss Attacks, 2001
- Shank: Something from Nothing, 1998 (mit T-Bone, Andreas Advocado, Matthias Trippner)
- Materia: Second Step, 1998
- Materia: No Day to Talk, 1996
- Xiame: Shadow of My Soul, 1996
- Xiame: Canto d´alma, 1995
- Cathrin Pfeifer: Panico na panificadora, 1995
- Jorge Degas: Violeiro, 1995
- Elefanten: Faust, 1994 (mit Gebhard Ullmann, Joachim Litty, Klaus M. Staffa, Michael Rodach, Gerd Kaulard, Nikolaus Schäuble, Uli Moritz, Sabine Svoboda)
- Leon Delray: I ́m still waiting, 1993
- Xiame: Pensa, 1992
- Paulo Moura: Rio Nocturne, 1992
- Waldemar Bastos: Pitanga Madura, 1992
- Xiame: Xiame, 1990
- Lotti Huber: Affengeil, 1990
- Waldemar Bastos: Angola minha namorada, 1989
- Elefanten: Wasserwüste, 1989
- Elefanten: Immer alle immer ich, 1987
- Elefanten: Nervous City, 1985